# Physcia caesiopsis
Physcia caesiopsis är en lavart som beskrevs av Elix. Physcia caesiopsis ingår i släktet Physcia och familjen Physciaceae.   Inga underarter finns listade i Catalogue of Life.